# Johannes Kalitzke
Johannes Kalitzke, nemški skladatelj in dirigent, * 12. februar 1959, Köln.
Kalitzke je med letoma 1967 in 1977 študiral pri Jeanette Chéro, med letoma 1974 in 1976 cerkveno glasbo v Kölnu; med letoma 1978 in 1981 je na Visoki šoli za glasbo v Kölnu študiral klavir (mentor: Aloys Kontarsky), dirigiranje (Wolfgang von der Nahmer) in kompozicijo (York Höller), kasneje pa elektroakustično glasbo pri Ulrichu Humpertu. V študijskem letu 1982/83 je nadaljeval študij na pariškem IRCAM pri Vinku Globokarju.
Kalitzke sodi med vidnejše nemške skladatelje sodobne resne glasbe in izvrsten dirigent tovrstne glasbe. Za svoja dela je prejel je številne nagrade in priznanja. Trenutno živi in deluje kot svobodni umetnik v Kölnu in na Dunaju.
1. 1 2  Record #119162318 // Gemeinsame Normdatei — 2012—2016.
2. ↑  Munzinger Personen